# 사라 시가

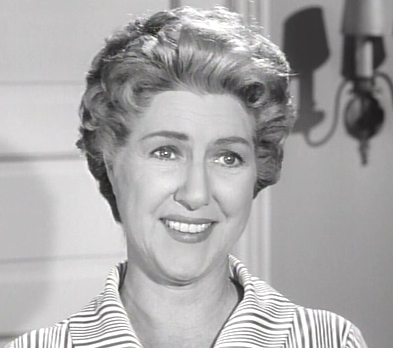

사라 시가(Sara Seegar, 1914년 7월 1일 ~ 1990년 8월 12일)는 미국의 배우, 연극 배우, 텔레비전 배우, 영화배우이다.

## 영화
- 어 보이 콜드 누딘 (1967년)
- 아내는 요술쟁이 (1964년)
- 뮤직 맨 (1962년)
- 디즈니랜드 (1954년)